# Сент Џон (Индијана)
Сент Џон (енгл. St. John) град је у америчкој савезној држави Индијана.

## Демографија
По попису из 2010. године број становника је 14.850, што је 6.468 (77,2%) становника више него 2000. године.
| Група             | 2000.         | 2010.          |
| Белци             | 7.908 (94,3%) | 13.113 (88,3%) |
| Афроамериканци    | 11 (0,1%)     | 199 (1,3%)     |
| Азијати           | 39 (0,5%)     | 187 (1,3%)     |
| Хиспаноамериканци | 352 (4,2%)    | 1.222 (8,2%)   |
| Укупно            | 8.382         | 14.850         |